# Necrosis (película)
Necrosis: Atrapados en la nieve (en inglés: Necrosis: Blood Snow) es una película de terror dirigida por Jason Robert Stephens en 2009; protagonizada por James Kyson Lee, Tiffany, George Stults y Michael Berryman, y producida por American World Pictures.
La película se estrenó el 16 de diciembre de 2009 en la República Checa y el 5 de marzo de 2010 en Estados Unidos.

## Personajes
- Jerry: El personaje principal es interpretado por James Kyson Lee. Es el mejor amigo de Matt y el novio de Sam. Tiene una pesadilla cuando ha visto a Mike y Karen, convirtiéndose en unos fantasmas. Él no se lleva bien con Matt, debido a que él quiere estar a punto de quitarle la escopeta para que no mate a la gente, pero de lo contrario, sí. Cuando muere, se convierte en un fantasma al final.
- Karen: La personaje principal está interpretada por Tiffany. Es la mejor amiga de Mike. En el sueño de Jerry, junto a su amigo, Mike, muere cuando los ve.
- Megan: La personaje es interpretada por Penny Drake. Es la novia de Matt.
- Matt: El personaje principal está interpretado por George Stults. Mejor amigo de Jerry y novio de Megan, no se lleva bien con este porque Jerry quiere quitarle su escopeta para que no mate a nadie.
- Michael Goldfield, también conocido como Mike: El personaje es interpretado por Robert Michael Ryan. Es el mejor amigo de Karen. En el sueño de Jerry, también muere junto a su amiga, y descubre que los vio.
- Samantha, más conocida como Sam: La personaje está interpretada por Danielle De Luca. Es la novia de Jerry. Ella toma una de los paisajes con su cámara, pero en este momento muere de un disparo en sus piernas cuando al irse llorando y corriendo después de salir de su dormitorio, Jerry la mata, apuntándole al cuerpo y sacándole el corazón por completo después de decirle que se asustó por muchas cosas y habla con él para decirle la verdad.
- Seymour: El personaje es interpretado por Micahel Berryman. Es el tipo del bar donde trabaja en la cabaña con sus amigos. Muere desangrado después de que Jerry le haya disparado por accidente cuando le pide a Matt que le acerque su mochila para que siga haciendo presión y queda inmovilizado.
- Hank: El personaje es interpretado por Mickey Jones.

## Emisión
| País   | Emisora | Título                          | Observación              | Horario | Estreno             |
| ------ | ------- | ------------------------------- | ------------------------ | ------- | ------------------- |
| México | Pánico  | Necrosis: Atrapados en la nieve | En español (subtitulada) | 18h     | 15 de abril de 2012 |

- Datos: Q10335947